# Albano Bizzarri
Albano Benjamín Bizzarri (Etruria, Córdoba; 9 de noviembre de 1977) es un exfutbolista argentino que jugaba en la posición de portero. Su último club fue el AC Perugia Calcio de la Serie A de Italia.

## Carrera deportiva
Se inició en Sportivo Talleres, el club más popular de Etruria, para despuntar el vicio con el baby fútbol. De los poco goles que recibió en contra se recuerda el que le hizo de cabeza Franco Ludueña de Newbery de Ucacha. Salió campeón en varias ocasiones, aún jugando para otras instituciones de la zona y en categorías superiores, hasta que en el año 1991, con apenas quince años, le tocó debutar en la Primera de su querido “Rojo” en ocasión de un partido Regional. Corría 1995 cuando se decidió, llenó un par de bolsos, dejó los afectos de lado y salió a conquistar nuevos horizontes. Estuvo por Santa Fe primero pero finalmente recaló en Avellaneda.
En 1996 llegó a Racing Club de Avellaneda, de la Primera División de Argentina. Equipo en el que tuvo muy buenos rendimientos y es muy querido por la hinchada dejando un gran recuerdo. Esas buenas actuaciones hicieron que tres años más tarde, en 1999, firmara con el Real Madrid. No obstante, apenas tuvo minutos en la temporada que permaneció allí, debido tanto a sus irregulares actuaciones como a que en aquel equipo estaban tanto Iker Casillas, como el internacional alemán Bodo Illgner. En 2000 ficha por el Real Valladolid, en el que permaneció durante seis temporadas, actuando tanto de titular como de suplente.
En la temporada 2006/07 jugó con el Gimnastic de Tarragona. Aquella temporada el equipo descendió a segunda división. Tras esto, firmó con el Calcio Catania italiano, en una temporada en la que pasó la mayor parte de la temporada como portero suplente. Una temporada después, se convirtió en la primera opción de su entrenador y empezó a jugar como titular. Al final de la temporada 2008-2009 fue declarado el mejor portero de la serie A por la prensa italiana y firmó por la Lazio.
Se retiró de la actividad en año 2020.

## Selección nacional
Bizzarri formó parte de la  selección argentina en la Copa América de Paraguay 1999 y al año siguiente fue titular en el Preolímpico Sub-23 de Argentina de Brasil 2000, siendo su primer suplente Christian Fernando Muñoz y su segundo reserva Marcelo Antonio Luca. Y, siendo primer arquero suplente el propio Albano, el titular fue Germán Adrian Ramon Burgos siendo arquero del medio y del tercer guardameta de Carlos Ángel Roa en dicha Copa America última del siglo XX.

## Clubes
| Club                           | País      | Año       |
| ------------------------------ | --------- | --------- |
| Racing Club                    | Argentina | 1996-1998 |
| Real Madrid                    | España    | 1998-2001 |
| Real Valladolid Club de Fútbol | España    | 2001-2003 |
| CD Leganés                     | España    | 2003-2005 |
| Real Betis                     | España    | 2005-2007 |
| U. D. Almería                  | España    | 2007-2009 |
| Novara Calcio                  | Italia    | 2009-2011 |
| Osasuna                        | España    | 2011-2013 |
| Burgos CF                      | España    | 2013-2015 |

Además en el Torneo Preolímpico Sub-23 clasificatorio a Sídney (Australia) 2000 en las sedes de Londrina y Cascavel en la República Federativa de Brasil los Juegos Olímpicos del 2000 fue arquero titular en todos los partidos y su primer arquero suplente que fue Christian Fernando Muñoz y su tercer arquero Juan José Romero.

## Palmarés
- 1 Liga de Campeones de la UEFA